# 3947 Swedenborg
3947 Swedenborg је астероид главног астероидног појаса са средњом удаљеношћу од Сунца која износи 3,098 астрономских јединица (АЈ).
Апсолутна магнитуда астероида је 12,0.